# Амбрюн
 Тази статия е за града във Франция.  За кантона вижте Амбрюн (кантон).  
Амбрюн (на френски: Embrun) е град в югоизточна Франция, административен център на кантона Амбрюн в департамента Отз Алп на регион Прованс-Алпи-Лазурен бряг. Населението му е около 6 100 души (2013).
Разположен е на 871 метра надморска височина в долината на река Дюранс, при вливането ѝ в язовира Сер Понсон и на 33 километра източно от Гап. Селището съществува от Античността, а от IV до XVIII век е център на църковен диоцез. Център е на малка агломерация, включваща още предградието Баратие.

## Известни личности
Родени в Амбрюн
- Франсоа Жулиен (р. 1951), философ